# Andrea Anderson
Andrea Anderson (née le 17 septembre 1977 à Harbor City) est une athlète américaine spécialiste du sprint et des relais.

## Carrière

### Palmarès
| Date | Compétition                  | Lieu     | Résultat  | Épreuve    | Performance   |
| ---- | ---------------------------- | -------- | --------- | ---------- | ------------- |
| 1995 | Jeux panaméricains junior    |          | 1re       | 4 × 100 m  |               |
| 1995 | Jeux panaméricains junior    | 2e       | 4 × 400 m |            |               |
| 1996 | Championnats du monde junior | Sydney   | 2e        | 100 mètres | 11 s 43       |
| 1996 | Championnats du monde junior | Sydney   | 1re       | 4 × 100 m  | 43 s 79       |
| 1997 | Pacific Ten Conference       |          | 1re       | 200 mètres |               |
| 1997 | Universiade d'été            | Catane   | 1re       | 4 × 100 m  | 44 s 04       |
| 1998 | Pacific Ten Conference       |          | 1re       | 400 mètres |               |
| 1999 | Pacific Ten Conference       |          | 1re       | 400 mètres |               |
| 1999 | Jeux panaméricains           | Winnipeg | 4e        | 400 mètres | 52 s 43       |
| 1999 | Jeux panaméricains           | Winnipeg | 2e        | 4 × 400 m  | 3 min 27 s 50 |
| 2000 | Jeux olympiques d'été        | Sydney   | 1re       | 4 × 400 m  | 3 min 22 s 62 |

### Records
| Épreuve    | Performance | Lieu       | Date            |
| ---------- | ----------- | ---------- | --------------- |
| 100 mètres | 11 s 43     | Sydney     | 22 août 1996    |
| 200 mètres | 23 s 32     | Modesto    | mai 1996        |
| 400 mètres | 51 s 18     | Sacramento | 18 juillet 2000 |